# Fredrik August Dahlgren
Fredrik August Dahlgren (født 20. september 1816 i Värmland, død 16. februar 1895 i Djursholm) var en svensk digter, sprogmand og teaterhistoriker, far til Erik Wilhelm og Lotten Dahlgren. 
Han studerede i Uppsala og blev dr. phil., gik derpå ind i forskellige embeder og endte som kansliråd i kultusministeriet. Som ung mand vandt han en mindre pris i Det svenske Akademi for et digt om Sappho på Leukas, et ganske uselvstændigt stykke efterklangspoesi. Det skulle ikke blive pp dette område han vandt sine digterlaurbær. Han havde tidligere begyndt at digte på sin hjemstavns folkemål, for det meste til kendte värmlandske melodier, undertiden ogsø til selvkomponerede. Disse viser spredtes gennem afskrifter af blandt andre venner og bekendte, og enkelte blev offentliggjort i Värmlandstidningen. Selv faldt det ham ikke ind, at de kunne have nogen interesse for en større kreds; først i 1870'erne, da der viste sig større interesse for dialektstudier og der blev dannet landmålsforeninger, besluttede han sig til at udgive dem. De udkom første gang 1875 under titlen Viser på värmlandske tongmåle af Fredreck på Ransätt (Ransäter, Geijers fødegård, som ejedes af Dahlgren). Et par fortsættelser udkom senere; en samlet udgivelse med biografi af forfatteren udkom 1896. Disse Dahlgrenske viser er ualmindelig friske i opfattelse og iagttagelse og giver det värmlandske folkemål i en ypperlig form; flere af dem blev virkelige folkesange, således Å jänta å ja’, til hvilken han menes selv at have komponeret melodien, og de har efter Gustaf Frödings eget udsagn været af stor betydning for dennes värmlandske digtning.
Allerede 1846 havde Dahlgren forfattet et værk, der stod viserne nær; det var folkekomedien Värmlänningarne, hvori sangen Ack Värmeland, du sköna indgår, der kaldes "sorglustigt tal-sång-och dansspel i två afdelningar och sex inddelningar", som vandt en uhyre popularitet. Det blev samme år opført på Kungliga Operan, hvor det gjorde en lignende lykke som Elverhøj i Danmark. I Stockholm er det opført over 300 gange; da friluftsscenerne kom frem, faldt det af sig selv, at det med sine ypperlige folkelivsbilleder blev optaget på disses repertoire; det er spillet blandt andet på Skansen i Stockholm og på Friluftsteatret i Dyrehaven ved København. Dahlgren har desuden udgivet en værdifuld teaterhistorie, Anteckningar om Stockholms teatrar (indtil 1863) og oversatte til teatrets brug værker af Shakespeare, Calderón, Lessing, Heiberg og Moreto. Endelig har han været virksom som sprogmand, og har samlet betydeligt stof til Svenska Akademiens Ordbok og udgivet Akademiets "Ordlista öfver svenska språket". I 1871 blev han medlem af Svenska Akademien.